# Risa Niigaki
Risa Niigaki (jap. 新垣里沙 Niigaki Risa; ur. 20 października 1988 w Jokohamie) - japońska piosenkarka, aktorka i youtuberka, była członkini żeńskiej grupy idolek Morning Musume. Członkini 5. generacji Morning Musume, pełniąca funkcję wiceliderki grupy od 2 czerwca 2007 do 30 września 2011 roku i liderki 7. generacji od 1 października 2011 do 18 maja 2012 roku. Była także trzecią liderką Hello! Project. Nazywana przez fanów Gaki-san (ガキさん).

## Biografia
Przed dołączeniem do Morning Musume występowała w reklamach maszyny do karaoke Takara Tomy.
Ponieważ była wielką fanką Morning Musume, wzięła udział w przesłuchaniu „Morning Musume LOVE Audition 21” w 2001 roku i przeszła je razem z Ai Takahashi, Asami Konno i Makoto Ogawą, stając się członkinią Morning Musume piątej generacji. Zadebiutowała z grupą singlem „Mr. Moonlight (Ai no Big Band)”.
We wrześniu 2002 roku dołączyła do trzeciej generacji Tanpopo wraz z Asami Konno i Ayumi Shibatą. W tym samym roku zadebiutowała w filmie „Tokkaekko”, w którym wystąpiły również inne członkinie Morning Musume.

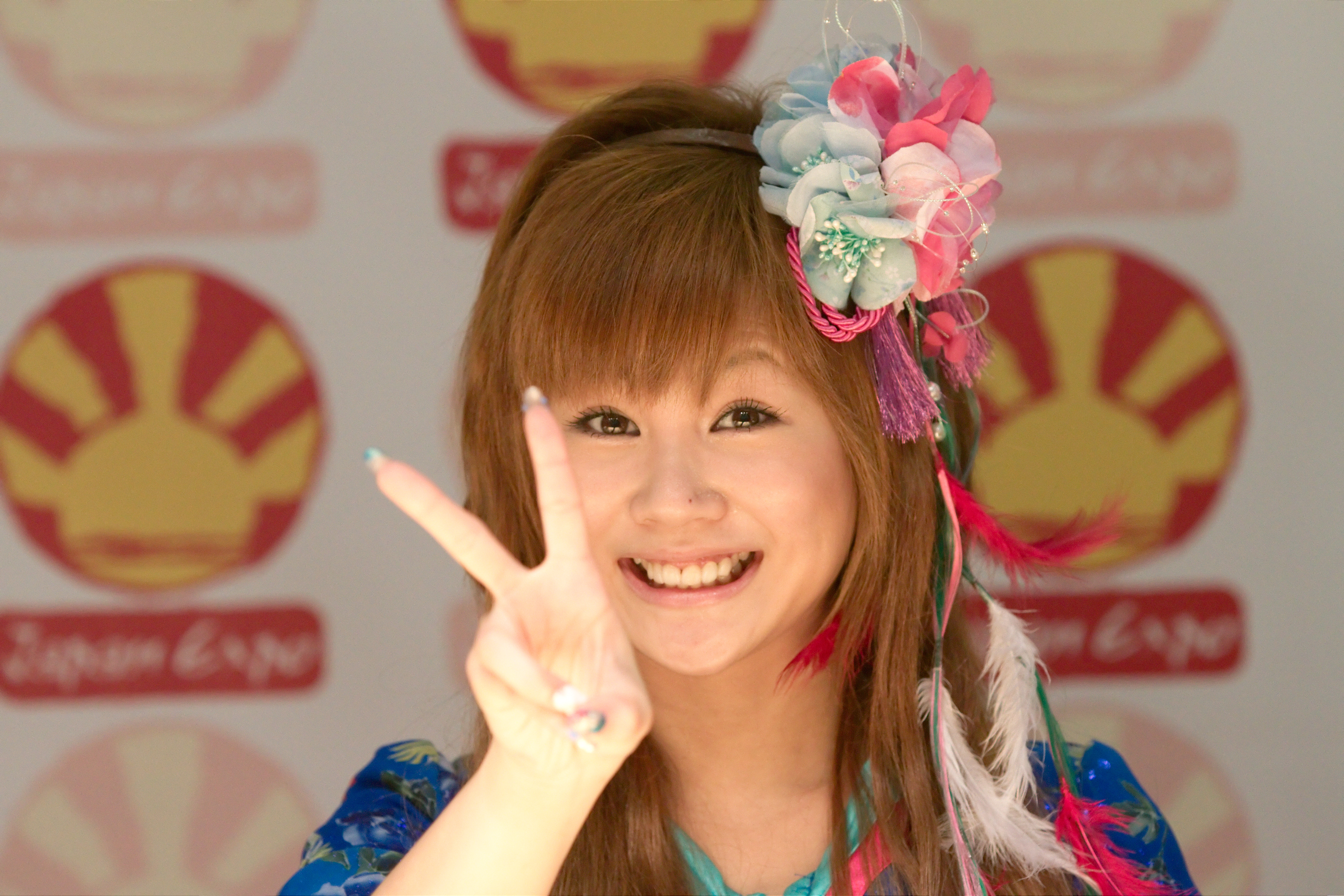
Risa Niigaki z Morning Musume podczas sesji rozdawania autografów na Japan Expo we Francji 3 lipca 2010 roku.

W 2003 roku dołączyła do grupy Sakuragumi, która wydała dwa single, zanim stała się nieaktywna.
2 czerwca 2007 została mianowana wiceliderką Morning Musume i pełniła tę funkcję do 30 września 2011 roku. We wrześniu tego samego roku, dołączyła do nowo utworzonej grupy Athena & Robikerottsu z Aiką Mitsui, Saki Nakajimą i Chisato Okai. Grupa następnie wyprodukowała piosenkę przewodnią do anime „Robby & Kerobby”.
W lipcu 2008 roku ogłoszono, że Niigaki i Ai Takahashi pojawią się w filmie „Hitmaker Aku Yū Monogatari”, w którym zagrają idolki J-popu z lat 70., duet Pink Lady. Od 6 do 25 sierpnia 2008 roku Takarazuka Revue zaprezentowała wersję „Kopciuszka” Rodgersa i Hammersteina, w której Niigaki zagrał księcia. Risa powiedziała w wywiadzie: „Filmy Disneya są pełne marzeń, ale kiedy będę miała dzieci, chcę, żeby wiedziały o wojnie, bólu i śmierci, więc chcę, żeby oglądały anime”.
9 stycznia 2011 roku ogłoszono, że Ai Takahashi ukończy Morning Musume i Hello! Project pod koniec ich trasy koncertowej jesienią 2011 roku, a Niigaki przejmie stanowisko liderki grupy. 1 października objęła funkcję liderki Morning Musume siódmej generacji. 2 grudnia Risa ogłosiła, że po wiosennej trasie koncertowej w maju 2012 roku, ukończy Morning Musume. 18 maja 2012 roku, po koncercie w Nippon Budōkan, ostatecznie zakończyła współpracę z grupą i przekazała stanowisko liderki Sayumi Michishige. W grupie Morning Musume była aktywna przez 10 lat, 8 miesięcy i 22 dni (łącznie 3918 dni).
Od czasu opuszczenia Morning Musume Niigaki jest aktywna głównie jako aktorka teatralna, ale gra także mniejsze role w filmach i telewizji. W sierpniu 2020 roku opuściła agencję Up-Front Group i od tego czasu pracuje jako freelancerka, a także prowadzi autorski kanał na YouTube.
9 września 2022 roku ogłosiła, że wznowi karierę piosenkarską. 16 września tego samego roku wydała swój pierwszy cyfrowy album „NIIGAKI RISA1”.

## Życie prywatne
20 listopada 2012 roku została mianowana „Ambasadorem Dobrej Woli ds. Turystyki prefektury Kanagawa”.
W 2013 roku Risa zaczęła spotykać się z Yoshikazu Kotanim po ich wspólnym występie w sztuce „Absolutnie doskonały”. Po dwóch latach randkowania para pobrała się 11 lipca 2016 roku. 6 stycznia 2018 roku obie strony ogłosiły na swoich blogach, że wnoszą o rozwód, powołując się na pogłębiającą się separację.
30 czerwca 2022 roku Niigaki ogłosiła, że ponownie wyszła za mąż za gospodarza kanału „カジサック KAJISAC” na YouTube Yasutake Yamaguchi.

## Wydania

### Fotoksiążki
| # | Tytuł                                                                                         | Data wydania | Publikacja | ISBN               | Informacje o fotoksiążce                                          |
| - | --------------------------------------------------------------------------------------------- | ------------ | ---------- | ------------------ | ----------------------------------------------------------------- |
| – | 5 - Morning Musume 5 Ki Generation Member Shashinshū (jap. 5 モーニング娘。5期メンバー写真集) | 2002-08-16   | Wani Books | ISBN 4-8470-2721-3 | Fotoksiążka przedstawiająca wszystkich członków piątego pokolenia |
| 1 | Niigaki Risa (jap. 1stソロ写真集「新垣里沙」)                                                 | 2004-10-07   | Wani Books | ISBN 4-8470-2827-9 | Pierwsza solowa fotoksiążka                                       |
| 2 | Ama Natsu (jap. 2ndソロ写真集「あま夏」)                                                      | 2006-06-25   | Wani Books | ISBN 4-8470-2941-0 | Druga solowa fotoksiążka                                          |
| 3 | Isshun (jap. 3rdソロ写真集「一瞬」)                                                           | 2007-05-27   | Wani Books | ISBN 4-8470-4013-9 | Trzecia solowa fotoksiążka                                        |
| 4 | Happy Girl (jap. 4thソロ写真集「Happy Girl」)                                                 | 2008-04-25   | Wani Books | ISBN 4-8470-4080-5 | Czwarta solowa fotoksiążka                                        |

### DVD
| # | Tytuł                                                        | Data wydania | Publikacja | Informacje o DVD    | Przy.  |
| - | ------------------------------------------------------------ | ------------ | ---------- | ------------------- | ------ |
| 1 | Alo-Hello! Risa Aragaki DVD (jap. アロハロ! 新垣里沙DVD)     | 2007-06-13   | zetima     | Pierwsze solowe DVD | [ 27 ] |
| 2 | Alo-Hello! 2 Niigaki Risa DVD (jap. アロハロ! 2 新垣里沙DVD) | 2009-01-21   | zetima     | Drugie solowe DVD   | [ 28 ] |
| 3 | Alo-Hello! 3 Niigaki Risa DVD (jap. アロハロ！3 新垣里沙DVD) | 2010-07-14   | zetima     | Trzecie solowe DVD  | [ 29 ] |

## Filmografia

### Dramy
| Rok  | Tytuł                                  | Rola             | Stacja telewizyjna |
| ---- | -------------------------------------- | ---------------- | ------------------ |
| 2002 | Morning Musume Shinshun! Love Stories  | Sumire           | TBS                |
| 2002 | Morning Musume Suspense Drama Special  | Keiko Kawahara   | TBS                |
| 2002 | Angel Hearts (jap. エンジェールハーツ) |                  |                    |
| 2008 | Kaze no Bon kara                       | Kei z Pink Lady  | NTV                |
| 2010 | Hanbun Esper                           | Super przewodnik | Fuji TV            |
| 2012 | Suugaku♥Joshi Gakuen                   | Nagisa Toriumi   | NTV                |
| 2013 | Dai! Tensai Terebi-kun Dora Machigai   |                  |                    |
| 2015 | Otona e Novel (jap. オトナヘノベル)    |                  | NHK                |

### Filmy
| Rok  | Tytuł                                                                                        | Rola              | Uwagi             |
| ---- | -------------------------------------------------------------------------------------------- | ----------------- | ----------------- |
| 2002 | Tokkaekko                                                                                    |                   | Rola drugoplanowa |
| 2002 | Koinu Dan no Monogatari                                                                      | Ako Kawaguchi     | Rola drugoplanowa |
| 2010 | Honto ni Atta Kowai Hanashi 3D                                                               |                   | Rola główna       |
| 2011 | Keitai Deka The Movie 3: Morning Musume Kyuushutsu Daisakusen! ~ Pandora no Hako no Himitsu~ | We własnej osobie | Rola drugoplanowa |
| 2011 | Days ~Watashi ga Aitsu ni Natta Toki...~ (jap. デイズ 〜私がアイツになった時・・・〜)        |                   |                   |
| 2013 | Tobidase Shinsengumi!                                                                        |                   |                   |
| 2015 | Black Film                                                                                   | Saori Nakazawa    | Rola główna       |
| 2018 | The Gun                                                                                      |                   | Rola drugoplanowa |

### Występy w teledyskach
| Rok  | Tytuł piosenki                    | Artysta             | Przy.  |
| ---- | --------------------------------- | ------------------- | ------ |
| 2014 | „フロントメモリー” (Front Memory) | Shinsei Kamattechan | [ 30 ] |
| 2018 | „JAM”                             | BISH                | [ 31 ] |